# Gouvernementalität
Gouvernementalität (französisch: la gouvernementalité) ist ein Begriff aus den Sozialwissenschaften, bei dem es um eine spezifisch-historische Form der Machtausübung innerhalb der westlich-abendländischen Kultur geht.  
Der Begriff wurde maßgeblich durch den französischen Philosophen Michel Foucault geprägt. Im Zentrum der Gouvernementalität stehen neuzeitliche Regierungstechniken, wobei Foucault das Wort Regierung (frz. gouvernement) in dem weiten Sinn versteht, den das Wort bis zum Ende des Mittelalters besaß. Foucault definiert: 
Unter Gouvernementalität verstehe ich die Gesamtheit, gebildet aus den Institutionen, den Verfahren, Analysen und Reflexionen, den Berechnungen und den Taktiken, die es gestatten, diese recht spezifische und doch komplexe Form der Macht auszuüben, die als Hauptzielscheibe die Bevölkerung, als Hauptwissensform die politische Ökonomie und als wesentliches technisches Instrument die Sicherheitsdispositive hat.
Zweitens verstehe ich unter Gouvernementalität die Tendenz oder die Kraftlinie, die im gesamten Abendland unablässig und seit sehr langer Zeit zur Vorrangstellung dieses Machttypus, den man als 'Regierung' bezeichnen kann, gegenüber allen anderen – Souveränität, Disziplin – geführt und die Entwicklung einer ganzen Reihe spezifischer Regierungsapparate einerseits und einer ganzen Reihe von Wissensformen andererseits zur Folge gehabt hat.
Schließlich glaube ich, dass man unter Gouvernementalität (…) das Ergebnis des Vorgangs verstehen sollte, durch den der Gerechtigkeitsstaat des Mittelalters, der im 15. und 16. Jahrhundert zum Verwaltungsstaat geworden ist, sich Schritt für Schritt 'gouvernementalisiert' hat. (…) Diese Gouvernementalisierung des Staates ist das Phänomen gewesen, das es dem Staat ermöglicht hat, zu überleben. (…) Wir leben im Zeitalter der Gouvernementalität (…).
Foucaults Bestimmung von Gouvernementalität ist fragmentarisch geblieben. Im Anschluss an Foucault entwickelte sich – erst im angloamerikanischen Raum, seit der Jahrtausendwende auch zunehmend in Deutschland – die interdisziplinäre Richtung der governmentality studies bzw. Gouvernementalitätsforschung, die Foucaults Konzeption weiter ausbauen, revidieren und empirisch anwenden.

## Begriffsgeschichte

### Gouvernementalität in älteren Zusammenhängen
Im Deutschen findet sich Ende des 19. Jahrhunderts der Begriff 'Gouvernementalität', um die Regierungsorientierung von Parteien und Einzelpersonen unter Bismarck zu bezeichnen.
Roland Barthes verwendete den Begriff in den 1950ern in seiner Analyse von Alltagsmythen, um mit diesem „barbarischen, aber unvermeidlichen Neologismus […] die von den Massenmedien als Essenz der Wirksamkeit aufgefaßte Regierung“ begrifflich zu fassen. Barthes bezeichnete damit die von den Medien betriebene Umkehrung einer Kausalbeziehung, die die Massenmedien Regierung als Ursache sozialer Beziehungen beschreiben ließ bzw. „Regierung als Autor gesellschaftlicher Verhältnisse“ präsentiert. Michel Foucault übernahm den Begriff, löste ihn aber aus seinen semiotischen Bedeutungszusammenhängen.

### Gouvernementalität bei Foucault
In seiner gegenwärtigen Verwendung vor allem in der Politikwissenschaft und Soziologie geht der Begriff der Gouvernementalität auf Michel Foucault zurück, der ihn erstmals in seinen „Vorlesungen am Collège de France während der Jahre 1978 und 1979 zur 'Genealogie des modernen Staates'“ verwendete. Die Vorlesung, in der er den Begriff vorstellte, war Teil einer Vorlesungsreihe, in der er die genealogische Methode auf eine Reihe von Schlüsselkonzepten der Politikwissenschaft wie Staat, Zivilgesellschaft, Bürger und Regierung anwandte. Seine Ausarbeitung blieb allerdings fragmentarisch; nach den Vorlesungen von 1978/1979 griff er das Thema nur noch sporadisch auf. Eine weiter geplante Beschäftigung mit der Gouvernementalität verhinderte Foucaults Tod 1984.
Die systematische Ausarbeitung des Gouvernementalitätsgedankens bei Foucault findet sich in der Vorlesung vom 1. Februar 1978 (La »Gouvernementalité«). Die erste Veröffentlichung einer Mitschrift fand 1978 auf Italienisch in der Zeitschrift aut-aut statt. Deren Rückübersetzung ins Französische war Ursprung für die weitere Verbreitung des Textes, so beruhte beispielsweise die englische Ausgabe von 1979 auf dieser Übersetzung. In Dits et Ecrits wurde dann eine editierte und inhaltlich verbesserte Version veröffentlicht, die maßgeblich für die weitere Rezeption ist. Die erste deutsche Veröffentlichung des gesamten Textes findet sich in dem Sammelband Gouvernementalität der Gegenwart aus dem Jahr 2000.

### Deutsche Übersetzung
Die in der deutschen Foucault-Literatur teilweise gebotene Übersetzung Regierungsmentalität ist umstritten; Im Englischen wird ein Kofferwort aus government und rationality angesetzt; nautische Metaphern (Altgriechisch) gehören zum Begriffsfeld. Marianne Pieper und Encarnación Gutiérrez Rodríguez schreiben: „Mit dem Kompositum aus gouverner (regieren) und mentalité (Denkweise) fasst Foucault programmatisch die Verkoppelung von Machtformen und Subjektivierungsprozessen als 'Führung der Führungen', bei denen Selbsttechnologien (Selbstregierung) und Machttechnologien (Regierungen durch andere) als ineinandergreifende Praktiken gedacht werden (vgl. Foucault 2000: 50; Lemke 1997: 146, Krasmann 2002: 51, Heidel 2002). Mit dem Gouvernementalitätsbegriff zentriert Foucault seine Perspektive auf das Subjekt.“ Das Phänomen findet sich „gewissermaßen in der Mitte der Gesellschaft, am Kreuzungspunkt“ von Fremd- und Selbst-, von Selbst- und Fremdführung. „Dabei ist die Person“, schreibt Jürgen Martschukat, „deren Handlungsfeld strukturiert wird, im Konzept der Gouvernementalität weder frei noch unfrei.“
Die Zusammenziehung der französischen Begriffe gouvernement und mentalité zu Gouvernementalität ist – trotz gewollter Assoziation – als Missverständnis bezeichnet worden, denn: „Der Wortstamm ist eindeutig das Adjektiv gouvernemental („die Regierung betreffend“) und es scheint eher, dass Foucault den Neologismus als Gegenbegriff zu Souveränität (souveraineté) einsetzt.“ Inzwischen hat sich die Übersetzung Gouvernementalität durchgesetzt.

## Stellung in Foucaults Werk: Analyse von Machtverhältnissen
Den Begriff Gouvernementalität entwickelte Foucault in seinem Werk zu einem späten Zeitpunkt. Ihm voraus gingen umfassende Forschungen zu modernen Machtverhältnissen, zur Geschichte von Gefängnissen, Wissenssystemen und Formen des Ausschlusses Wahnsinniger.
Foucault hatte sich in seinem Werk gegen die traditionelle juridische, von Souveränitätsgedanken geprägte Machtanalytik gewehrt. Bis zu Überwachen und Strafen hatte er Macht vor allem als Mikromacht konzipiert, in deren Analyse Kampf, Krieg und Eroberung entscheidende Rollen spielten. Ausgehend von der Feststellung, dass Macht immer auch Widerstände erzeugt, sind es vielfach ebendiese von ihm beobachteten Widerstände, anhand derer Foucault Forschungsfragen ausrichtet und die den ersten Zugang für die Analyse bieten. Zur Ausarbeitung der jeweiligen Gouvernementalität gehört bei Foucault die Analyse von Machtmechanismen, die er am empirischen Gegenstand verdeutlicht:
- In „Überwachen und Strafen“ ist sein Untersuchungsgegenstand die „Mikrophysik der Macht“. Diese Mikrophysik der Macht greift als Disziplinarmacht formend auf die Körper und das Denken der Menschen ein und löst im modernen Staat die Souveränitätsmacht ab.
- In „Der Wille zum Wissen“ untersucht er vor dem Hintergrund der entstehenden Nationalstaaten die Bio-Macht und die staatlichen Machtstrategien, die Bio-Politik, die sich auf die Bevölkerung, ihre Arbeitsfähigkeit, ihre Gesundheit und Fortpflanzung beziehen.

In seinen Vorlesungen am Collège de France geht Foucault davon aus, dass der moderne Staat durch die Verbindung pastoraler und politischer Machttechniken entstanden ist.
- Die „Pastoralmacht“, eine im modernen Staat des Abendlandes in Form der Polizei (Policey) aus dem Christentum entstandene Machtform, analysiert Foucault als einen sowohl auf die gesamte Gemeinschaft wie auf das „Seelenheil“ der Einzelnen bezogenen Machttyp, der die Individuen anleitet, Wahrheiten über sich selbst zu produzieren.[18]
- Die „Staatsräson“ untersucht Foucault als ein Konzept des Staates, das auf der Pastoralmacht aufbaut. Der Staat entwickelt hier eine politische Technologie zur Anleitung der Individuen. Zur institutionellen Umsetzung dieser Technologie entwickelt der Staat die Polizei. Der Einzelne wird zur Sicherung des Glücks des Staates angehalten und geleitet.[19]
- Die Politische Ökonomie, die sich (mittels des Modells des freien Marktes) in Gestalt des Liberalismus – als Gegenbewegung zur Staatsräson – auf die Bevölkerung ausrichtet, wird von Foucault im Hinblick auf das hier produzierte Wissen und die Entwicklung der Bevölkerung als eines neuen Ortes natürlicher Prozesse und Verläufe befragt.

Die Analyse der Mikrophysiken der Macht brachte das Problem mit sich, lokale Praktiken des Staates wie das Gefängnis oder das Krankenhaus zu kritisieren, ohne den Staat selbst vor dem Hintergrund gesellschaftlicher Kräfteverhältnisse zu sehen. Foucault weitete sein Machtkonzept aus, um dem Verhältnis von Subjektivierungsprozessen zu Herrschaftsformen Rechnung zu tragen.

## Konzept bei Foucault
Seine Forschungen zur Genealogie von Macht/Wissens-Regimen – Souveränitätsmacht, Disziplinarmacht, Normalisierungsgesellschaft und die darin stattfindenden Subjektivierungen, Bio-Macht, Technologien des Selbst – stellt Foucault unter den Oberbegriff Gouvernementalität zusammen. Foucault fand damit einen eigenen Begriff des Regierens, der staatliche Macht nicht nur als die Verbindung verschiedener Mikro-Mächte beschreibt. Foucaults Begriff der Regierung erlaubt es, Führung weder allein in Begriffen des Rechts noch denen der Macht und des Krieges zu denken.
Das Konzept der Gouvernementalität bezeichnet bei Foucault ein Konzept, in dem alle Formen öffentlichen Zusammenlebens und persönlichen Verhaltens Objekt einer Regulierung sind. Foucault beansprucht Formen, Techniken und Künste des Regierens zu beschreiben, die sich in einem Netzwerk aus Macht und Wissen nicht nur bei der Führung eines Staates, sondern auch in den vielfältigen Machtverhältnissen etwa zwischen Mediziner/Klient, Schüler/Lehrer und innerhalb der Familie bis hin zu der Führung „seiner selbst“ (Subjektivierung) wiederfinden. Der Begriff der Regierung erlaubt es dabei, die Scharnierfunktion zwischen Macht und Herrschaft zu beschreiben und Herrschaftstechniken mit „Techniken des Selbst“ zu verknüpfen.
Gouvernementalität umfasst einerseits die Repräsentation und Rationalisierung von Macht in ihren Diskursen und Dispositiven als äußerliche und gesellschaftliche Form, andererseits Techniken im Innern des Individuums, seine Selbstführung, die Konstituierung des Subjekts, die „Subjektivierung“ und individuelle Verfolgung einer Ethik der Existenz. Gegenstand von Foucaults Forschung sind also nicht nur die Institutionen der Macht, des Wissens sowie die ihnen zugehörigen Handlungspraktiken und ihrer Wirkung auf die Einzelnen, sondern auch die Selbst-Techniken und Selbst-Führungen der Individuen.

### Drei Aspekte von Gouvernementalität
Foucault fasst mit dem Konzept der Gouvernementalität – erstmals in seiner Vorlesung „Genealogie des modernen Staates“ drei zusammenhängende Erscheinungen zusammen, um die charakteristischen Weisen des Regierens in spätkapitalistischen Gesellschaften zu bezeichnen.

#### Politische Rationalität
Dieser Begriff beschreibt bei Foucault ein spezifisches Gefüge von Institutionen, das Zusammenwirken von kodifizierten Verfahren, formalen Gesetzen und unbewussten Gewohnheiten. In der klassischen Dreiteilung der Politikwissenschaft entspräche dieser erste Aspekt am ehesten den formalen Strukturen der polity. 
Kritisch dazu Urs Lindner: Es fehle 'eine elaborierte Theorie des Politischen'.

#### Machttypus
Foucault erweitert das Verständnis der besonderen Machtform Regierung, wie sie in der modernen Gesellschaft ihre Wirkung entfaltet. Diese Regierung sei gekennzeichnet durch das Zusammenwirken von äußerer Fremdführung und Disziplinierung einerseits und innerer Selbstführung, Selbstdisziplin und Selbstmanagement der Individuen andererseits. Schon in seinen früheren Arbeiten (z. B. Der Wille zum Wissen, 1976) plädierte Foucault vehement für eine Neukonzeption der Machtanalyse. „Die Macht ist nicht eine Institution, ist nicht eine Struktur, ist nicht eine Mächtigkeit einiger Mächtiger“. Die gängige Suche nach einer verbietenden, souveränen Macht als einer kontrollierenden und überwachenden Unterdrückungsmacht beschränke unser Verständnis von dem, wie Macht außerdem noch wirken kann.

#### Historischer Prozess
Der Begriff der Gouvernementalität beinhaltet den Blick auf die spezifische historische Entwicklung moderner Gesellschaften. Aus Sicht Foucaults verlief die historische Entwicklung als Übergang vom mittelalterlichen Gerechtigkeitsstaat (der im Sinne der Staatsidee Platons kein Machtstaat ist) zu einem neuzeitlichen Führungsstaat, der sich allmählich „gouvernementalisiere“. Die Entwicklung des neuzeitlichen Staates sei eng mit der des Liberalismus verbunden: Der Liberalismus organisiere die Bedingungen, unter denen die Individuen frei sein können, doch schaffe er eine fragile Freiheit, die unablässig bedroht sei und Gegenstand von Staatsinterventionen werde.

## Rezeption und Wirkung

### Governmentality Studies
Im Anschluss an Foucault erschienen in den 1970ern und 1980ern eine Reihe von Forschungsarbeiten zum Konzept, die vor allem aus den Seminaren am Collège de France hervorgegangen waren. Diese entstanden vor allem durch direkte Mitarbeiter oder Schüler Foucaults (Daniel Defert, François Ewald, Jacques Donzelot, Giovanna Procacci, Pasquale Pasquino) und konzentrierten sich inhaltlich vor allem auf Entwicklungen im 19. Jahrhundert. Seit den 1990ern breitet sich der Kreis der Gouvernementalitäts-Forscher weit über Foucaults direkte Schülerschaft hinaus aus.
Seit Anfang der 1990er Jahre im anglo-amerikanischen Sprachraum und gegenwärtig auch in Deutschland und Frankreich gewinnen Governmentality Studies an Popularität. Diese verfolgen weniger die genealogisch-historische Forschungslinie Foucaults, sondern nutzen seine Analyse-Instrumente zur Analyse aktueller gesellschaftlicher Transformationen, insbesondere jenen, die sie als Neoliberalismus begreifen.
Die Studien beschäftigen sich unter anderem mit Medizin, Genetik, Gesundheitspolitik, Organisationssoziologie, Risiko und Versicherung, Stadtplanung und Kriminologie. Als Instrument ihrer Analyse greifen viele Autoren auf das Konzept der Gouvernementalität von Foucault zurück, um die neoliberale Umgestaltung des Staates bzw. der Gesellschaft zu beschreiben: Im Zuge dieser neoliberalen Umgestaltung würden der Imperativ der Selbstführung, des Selbstmanagements, der Selbstkontrolle und der Selbstregulation universalisiert. Das Individuum werde zum Unternehmer seiner selbst.
In diesem Zusammenhang beschreibt Gouvernementalität einen Wandel hin zu einem ressourcenvolleren, subtileren und feiner abgestimmten Regierungshandeln. Jeder Aspekt des Lebens findet in einem Feld statt, dessen Grenzen der Staat oder eine Behörde oder eine öffentliche Organisation setzt, und das mit einer Vielzahl von Regeln, Lizenzen, und Aufsichten reguliert wird. Während offenes Regierungshandeln anscheinend auf dem Rückzug begriffen ist, gibt es keinen Bereich des Lebens mehr, der nicht vielfältiger staatlicher Einflussnahme unterliegt. Dieser Einfluss geht nicht von einer Zentralgewalt aus, sondern von unzähligen Mikromächten, wie durch Schulen, Nachbarschaftsinitiativen, Wohlfahrtsorganisationen, öffentliche Unternehmen etc., die das, was wir als Staat wahrnehmen, aufrechterhalten, modifizieren, und schaffen.
Governmentality Studies verfolgen dabei im Wesentlichen zwei verschiedene Forschungsansätze: das eine sind Fragen nach politischer Rationalität. Sie fragen danach, wie sich politische Programme inmitten von breiteren Diskursen entwickeln, um Subjekte regierbar zu machen, und wie sie sich Regierungsinstitutionen dazu legitimieren. Dabei geht es nicht nur darum, welche Programme ausgeübt werden, sondern auch um die Kategorien und Probleme, die das Regierungshandeln erst schafft, also die Frage, wie sich Regierung selbst herbeidenkt.
Der zweite Forschungsansatz beschäftigt sich mit Handeln im engeren Sinn. Hier geht es um die speziellen Techniken, mit denen sie ihre Ziele erreicht, die Vielfalt an Programmen, Organisationen, Berechnungen und Festlegungen, um Subjekte zu bestimmten Handeln zu bewegen, motivieren, zwingen, aufzufordern usw. Hier unterscheidet sich der Governementalitätsansatz stark von traditionellen Formen der Politikwissenschaft, der Ideengeschichte oder der Soziologie. Der Ansatz untersucht, wie sich diese zahllosen Mikropraktiken kontingent zu staatlichem Handeln vereinigen.